# Чемпионат Европы по биатлону 1996
Чемпионат Европы по биатлону 1996 прошёл в итальянском местечке Массерия (коммуна Рачинес), расположенном в долине Валь-Риданна.

## Результаты гонок Чемпионата
| Гонка                                                 | Мужчины | Женщины |
| Спринт 1. Мужчины: 10 км Женщины: 7.5 км              | 1. Владимир Драчёв 2. Сергей Тарасов 3. Олег Рыженков | 1. Ева Гакова 2. Соня Михокова 3. Галина Куклева                                                                                          |
| Эстафета 1. Мужчины: 4х7,5 км Женщины: 3х7,5 км       | 1. Россия (Майгуров, Драчёв, Рожков, Кобелев) 2. Белоруссия (Айдаров, Рыженков, Сашурин, Попов) 3. Германия (Каркошка, Моргенштерн, Вюстенфельд, Хайманн) | 1. Россия (Мельник, Куклева, Ромасько) 2. Украина (Водопьянова, Цербе-Несина, Зубрилова) 3. Белоруссия (Рыженкова, Пермякова, Парамыгина) |
| Индивидуальная гонка 1. Мужчины: 20 км Женщины: 15 км | 1. Сергей Тарасов 2. Сергей Рожков 3. Александр Попов | 1. Андрея Грашич 2. Ольга Мельник 3. Анна Стера                                                                                           |

## Таблица медалей
Общая
| Место | Страна   |   |   |   | Всего |
| ----- | -------- | - | - | - | ----- |
| 1     | Россия   | 4 | 3 | 1 | 8     |
| 2     | Чехия    | 1 | 0 | 0 | 1     |
|       | Словения | 1 | 0 | 0 | 1     |
| 4     | Беларусь | 0 | 1 | 3 | 4     |
| 5     | Украина  | 0 | 1 | 0 | 1     |
|       | Словакия | 0 | 1 | 0 | 1     |
| 7     | Германия | 0 | 0 | 1 | 1     |
|       | Польша   | 0 | 0 | 1 | 1     |